# Poulner
Poulner (prononcer « Powner ») est un petit village de la paroisse civile de Ringwood dans le district de New Forest, comté du Hampshire, en Angleterre.

## Géographie
Le village fait partie de la paroisse civile d'Ellingham, Harbridge et Ibsley. Il est situé à 800 m à l'est du centre-ville de Ringwood.
Poulner est devenu une banlieue de Ringwood, par suite de l'extension des zones urbanisées. 
Poulner a deux écoles primaires,, un groupe scout et une société de théâtre amateur appelée « Poulner Players ».

## Toponymie
Poulner est enregistré comme Polenore en 1300, Polenoure en 1327, Pulnore en 1410 et Powner en 1682
L'origine du nom est incertaine, mais le second élément "ora" ou "ofer" signifie « rive », et le premier élément pourrait être « polleie », « herbe » "pennyroyal", Menthe pouliot.

## Histoire

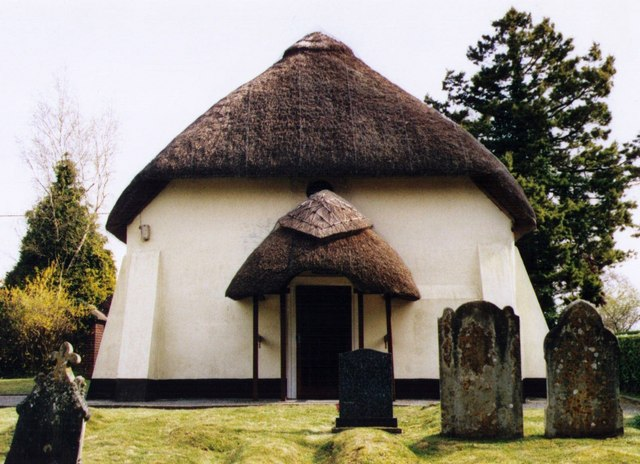
Chapelle Saint-Jean-Baptiste de Poulner.

Le site de la Station aérienne royale d'Ibsley (RAF Ibsley), utilisé pendant la Seconde Guerre mondiale, est situé à la périphérie de Poulner, au nord. Ce site a plus tard été utilisé pour la course automobile Ibsley Circuit. C'est aujourd'hui devenu un secteur de lacs de carrière.